# جو بورنس
جو بورنس (6 سبتمبر 1989 في أستراليا - ) (بالإنجليزية: Joe Burns)‏ هو لاعب كريكت أسترالي. شارك مع منتخب أستراليا الوطني للكريكت. أما مع النوادي، فقد لعب مع Brisbane Heat ‏ ونادي مقاطعة ميدلسكس للكريكت ‏ ونادي مقاطعة ليسترشاير للكريكت ‏ وفريق كوينسلاند للكريكت ‏.

## وصلات خارجية
- جو بورنس على موقع إي آس بي آن كريك إنفو (الإنجليزية)